# ماركوس فريدريك بانغ
ماركوس فريدريك بانغ (بالنرويجية البوكمول: Marcus Fredrik Bang)‏ هو قسيس نرويجي، ولد في 14 أغسطس 1711 في Næstved ‏ في الدنمارك، وتوفي في 15 يونيو 1789 في تروندهايم في النرويج.